# Сесил Костадинова
Сесил Костадинова е българска поетеса и писателка на научна фантастика.

## Биография
Родена е в гр. София. Завършва 91 немска езикова гимназия „Проф. Константин Гълъбов“ и Технически университет (София) с магистърска степен по телекомуникации. След дипломирането си работи над 15 години като системен администратор, ИТ специалист и ИТ мениджър за българските клонове на международни компании. В периода 2006 – 2011 участва в европейски (финансирани от ЕС) проекти като експерт по информационни и комуникационни технологии (ИКТ).
Първите си фантастични разкази пише в гимназията, но в този период основната ѝ стихия е поезията: поетични шаржове, сатира и, разбира се, лирични стихове. По-късно идват поетичните хумористични цикли и една пародийна пиеса в стихове, а след тях – вече на работното място – и хумористичният бюлетин „Свободен плебс“. Има доста импровизирани издания на творбите си, предназначени за приятели и колеги, но едва през 2010 г. се престрашава и публикува първата си книга: стихосбирката „Есенно сърце“. По същото време се връща и към старата си любов – фантастиката. Така се раждат двата фантастични романа: „Каменни трохи“ (2012) и „Звездата на скитниците“ (2018).
През 2017 г. се присъединява към клуба „Истории от някога“. Годината е успешна в творческо отношение: през март печели награда за хумористична поезия, а месец по-късно идва и първото място в конкурса за научнофантастичен разказ на името на Агоп Мелконян.

## Награди и признания
- 2017 г. – Първа награда в конкурса за кратък НФ разказ на името на Агоп Мелконян за разказа „Гостоприемство“[2]
- 2017 г. – Награда в конкурса за хумористична поезия „Вятърничави истории“ за стихотворението „Българска мечта“
- 2018 г. – Първа награда в онлайн конкурс „Вълшебна приказка“ за поетичната „Приказка за Дърволюб“ (под псевдонима Инге Нера)
- 2018 г. – Награда в конкурса „13 черни котки: котката, при която живея“ за разказа „Контеса и аз“
- 2019 г. – Награда в Трети приказен конкурс за приказката „Гост“

### Участие в съвместни издания
- 2017 г. – „Алманах Нова българска литература – Хумор и сатира 2017“[3] (стихотворение: „Българска мечта“)
- 2018 г. – „Алманах Нова българска литература – Хумор и сатира 2018“ (стихотворения: „Българи от всяко време“, „Терапия“, „Августовски жеги“)
- 2018 г. – „Алманах 13 черни котки 2018“ (разказ: „Контеса и аз“)
- 2019 г. – „Алманах детски истории 2019“ (приказка: „Гост“)